# Кочеткова, Вероника Ивановна
Вероника Ивановна Кочеткова (22 марта 1927—25 февраля 1971) — российский антрополог, крупнейший в советской науке специалист по эволюции мозга гоминид и палеоневрологии.
По окончании Московского государственного университета работала в университетском Музее антропологии. Входила в редколлегию издания «Вопросы антропологии».
В 1969 г. защитила кандидатскую диссертацию по теме «Морфо-экологические особенности черепа приматов».
Сфера профессиональных интересов — краниология приматов. Проводила новаторские исследования в области морфологической эволюции мозга гоминид. Разработанная Кочетковой методика изучения слепков внутренней полости черепа (эндокранов) позволила ей выдвинуть ряд гипотез об особенностях психической деятельности предков человека:

Она открыла, что можно довольно много сказать о работе мозга по сохранившимся черепам. Когда мы говорим — кровеносные сосуды активизируются в тех областях мозга, которые нам для этого нужны, и это отпечатывается на черепе.— Вяч. Вс. Иванов
Фундаментальная работа «Палеоневрология» увидела свет в 1973 году, через два года после смерти 43-летнего автора от «непродолжительной тяжелой болезни».